# 勒勒屈莱
勒勒屈莱（法語：Le Reculey，法語發音：[lə ʁəkylɛ] ⓘ）是法国卡尔瓦多斯省的一个旧市镇，属于维尔区。2016年，勒勒屈莱与临近的19个市镇合并为新市镇苏勒夫尔昂博卡日。

## 地理
勒勒屈莱（48°54'31"N, 0°50'46"W）面积4.73 平方千米，位于法国诺曼底大区卡爾瓦多斯省，该省份为法国西北部沿海省份，北濒大西洋英吉利海峡，东北与滨海塞纳省以海上边界相接，东临厄尔省，南至奧恩省，西与芒什省接壤。
与勒勒屈莱接壤的市镇（或旧市镇、城区）包括：博略、勒贝尼博卡日、勒代塞尔、拉格拉沃里。
勒勒屈莱的时区为UTC+01:00、UTC+02:00（夏令时）。

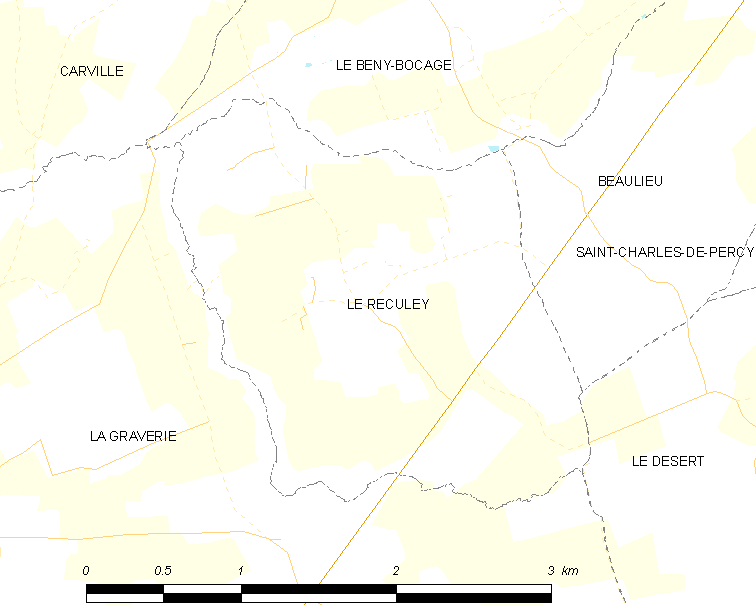
勒勒屈莱的OSM定位图

## 行政
勒勒屈莱的邮政编码为14350，INSEE市镇编码为14532。

## 政治
勒勒屈莱所属的省级选区为诺曼底地区孔代县。

## 人口

1962-2008年间勒勒屈莱人口变化图示

勒勒屈莱于2018年1月1日时的人口数量为278人。